# Медицински факултет Универзитета у Нишу
Медицински факултет је високошколска установа у саставу Универзитета у Нишу. Основан је 18. маја 1960. одлуком Народне скупштине Народне Републике Србије. На факултету се спроводе специјалистичке студије из 33 области медицине, 8 области стоматологије, две области за здравствене сараднике и академске докторске студије за стицање звања доктора медицинских наука у складу са европским програмима који обухватају: програм молекуларне медицине, клиничке медицине и јавног здравља.
Настава се одвија у институтима за базичну премедицинску и медицинску едукацију, заводима за образовање из превентивних грана медицине као и на 29 клиника Клиничког центра Ниш, Институту за лечење и рехабилитацију „Нишка Бања“, Ниш, Институту за јавно здравље Ниш, Клиникама за стоматологију, Војној болници Ниш, Заводу за судску медицину, Дому здравља Ниш, Заводу за хитну медицинску помоћ Ниш, Заводу за трансфузију крви Ниш, Заводу за здравствену заштиту радника Ниш, Специјалној психијатријској болници Горња Топоница, Здравственом центру Пирот, Специјалној болници Сокобања и Медицинским центрима Зајечар, Лесковац, Врање. Од школске 2005/06. настава се реализује по новом Плану и програму студија који је усклађен са плановима и програмима медицинских факултета у окружењу и Европи, односно са препорукама Болоњске декларације.

## Историја
На предлог друштвено-политичких структура нишког региона и Указа Народне скупштине Народне Републике Србије од 18. маја 1960. у оквиру Универзитета у Београду,  формирани су први нишки факултети: Правно-економски, Медицински и Технички факултет. Медицински факултет са седиштем у Нишу основан је са задатком да реализује школовање будућих лекара и стоматолога, становника овог дела Србије.
Факултет је са радом почео 14. октобра 1960. године У првој години рада Медицинског факултета у Нишу уписано је 204 студената (142 на медицинском и 62 на Стоматолошком одсеку).
Први декан факултета био је познати хирург из Ниша проф др Никола Ђукнић (1960—1964), а први продекани били су: професор др Младен Симић и професор др Ева Леви Јововић. Изабрани су и први наставници: др Никола Ђукнић за редовног професора, др Младен Симић и др Боривоје Ћосић за доценте, а за асистенте др Звонимир Вукушић, др Раде Тијанић, др Синиша Васић, др Србољуб Ђорђевић, др Милић Алексић, др Спира Страхињић, Естера Мрчарица, Војислав Жорић, Миодраг Јанковић, Живојин Тричковић, и др Велимир Савић. На почетку свог рада факултет је имао 48 наставника и сарадника, од којих је само њих 20 било у сталном радном односу. Остале извођаче наставе обезбеђивао је Медицински факултет у Београду, али и други сродни факултети у СФР Југославије.
Како у време оснивања факултета није било средстава за изградњу зграде, новооснована установа била је смештена у згради Средње медицинске школе. Настава за прву генерацију Факултета почела је 17. октобра 1960. године. Прво предавање одржао је проф. др Павле Трпинац, професор хемије са Медицинског факултета у Београду. Прво предавање из клиничке наставе одржао је проф. др Божидар Ђорђевић две године након почетка рада Факултета.
Факултет је пет година радио у саставу Универзитета у Београду, а онда је ушао у састав Универзитета у Нишу, који је основан 15. јуна 1965, од три тада постојећа факултета у Нишу медицинског, правног-економског и техничког.
Прве магистарске студије на факултету започете су школске 1970/71. године и то прво из превентивне а наредних година и из осталих области медицине и стоматологије.
Од оснивања Медицинског факултета у Нишу број студената стално расте, тако да је у школској 1980/81. години следеће стање:
- Студије је уписало 355 нових студената,
- На редовном студирању на свим годинама студија налазило се 1.664 студената,
- Од оснивања до 1980. године на факултету је дипломирало 852 лекара и 170 зубних лекара.

Године 2005. На факултету је основан Медицински информациони центар са електронском библиотеком уз помоћ америчке непрофитне организације „Wred international“ и опремљен са преко 100 хиљада уџбеника и часописа. Потом је Факултет постао чланица „КоБСОН“-а чиме су створени услови свим наставницима, сарадницима и студентима да користе најновију светску медицинску литературу.
Крајем 2007. године из WUS пројекта на Медицинском факултету је оформљена сала за телеконференције у којој је 30. јануара 2008. одржана прва телеконференција. Презентацију са Медицинског факултета имала је проф. др Марина Дељанин-Илић, а у рад телеконференције уживо су били укључени и центри у Марбургу, Бад Наухеиму и Нишу.
Почетком 2008. године, делом из WUS пројекта а делом из средстава Факултета, формиран је Кабинет за ургентну медицину са комплетном и модерном опремом за едукацију студената и лекара из ове области.
До јула 2008. на Медицинском факултету је дипломирало;
- Одсек медицина: 6.600 лекара
- Одсек стоматологија: 1860 зубних лекара
- Одсек фармација: 28 фармацеута
- Струковне студије: 122 струковних сестара/техничара, санитарних инжењера и протетичара.

## Организационе јединице
Стоматолошка поликлиника, која је формирана 1960. године, прерасла је 1964. године у Стоматолошку клинику. Прва медицинска клиника формирана на Медицинског факултета, била је Клиника за уво грло и нос, која је почела са радом 1. јануара 1969. године.
Савет Медицинског факултета донео је 1971. године одлуку да се од постојећих одељења Клиничке болнице формирају клинике, институти и заводи као наставне, научне и радне јединице Медицинског факултета. Тим актом су створени још бољи услови за рад и развој сваке клинике посебно. Исте године, радни људи новоформираних клиника, завода и института референдумом су се изјаснили да се удруже у сложену радну организацију–Заједницу клиника, института и завода (КИЗ) заснованим на тада важећим принципима Закона о удруженом раду.
Одлуком Савета Медицинског факултета формиран је и Институт за нефрологију и хемодијализу 1972. године, што представља велики успех на стручном, научном и здравственом пољу.
Ради бољег остваривања здравствене функције, Медицински факултет је 4. октобра 1971. године у свом Статуту предвидео и Веће за здравствену делатност.
На Медицински факултет Универзитета у Нишу, у зависности од врсте послова, међусобне сродности и функционалне повезаности задаци се извршавају у оквиру следећих организационих јединица:
Наставно-образовна организациона јединица
Наставно-образовна организациона јединица коју чине наставници, сарадници и остали запослени, који учествују у обављању послова који су у непосредној вези са наставно-образовним радом. Наставно-образовна организациона јединица своје послове остварује преко катедри и наставних предмета.
Научноистраживачки Центар за биомедицину
Научноистраживачки Центар за биомедицину који представља посебну организациону јединицу за научноистраживачки рад и здравствену делатност и чине га наставници, истраживачи, сарадници и остали запослени који учествују у обављању послова који су у непосредно повезивани са биомедицинским истраживањима.
Стручне службе
Стручне службе факултета обављају послове који су од заједничког интереса за обављање делатности Медицинског факултета. Радом Организационе јединице стручних служби непосредно руководи секретар Медицинског факултета, и преко њих обезбеђује јединство процеса рада, потпуна искоришћеност радног простора и опреме, пуну запосленост и рационално коришћење знања и способности запослених. 
Стручне службе Медицинског факултета у Нишу су:
- Служба за наставу
- Служба за правне и опште послове
- Служба за финансијско-рачуноводствене послове
- Техничко-економска служба
- Рачунарско-информациони центар
- Библиотека са издавачком јединицом.
- Остале службе у које спадају ненаставни радници који обављају послове изван горенаведених стручних служби, међу које спадају: лабораторијско-технички послови на неклиничким предметима, лабораторијско-технички послови у Научноистраживачком центру за биомедицину и технички послови у Центру за унапређење квалитета.

## Смерови
- Медицина; број студената 180, студије трају 12 семестара или 360 ЕСПБМ.
- Стоматологија; број студената 60, студије трају 12 семестара или 360 ЕСПБМ.
- Фармација; број студената 60, студије трају 10 семестара или 300 ЕСПБМ.
- Струковна медицинска сестра / техничар; број студената	30, студије трају 3 године или 180 ЕСПБМ.
- Струковни зубни протетичар; број студената 30. студије трају 3 године или 180 ЕСПБМ.
- Струковни санитарно-еколошки инжењер; број студената 30 студије трају 3 године или 180 ЕСПБМ.
- Струковни орални хигијеничар; број студената 30 студије трају 3 године или 180 ЕСПБМ.

## Издавачка делатност
Издавачка делатност остварује се преко издавачке јединице у оквиру библиотеке. У 2001. години Медицински факултет у Нишу приступио је систему и покренуо издавачку активност као додатну делатност. Од покретања издавачке делатности до данас, Медицински факултет је издао 189 публикација. У периоду од 2011. до 2015. Године, Факултет је издао 59 публикација.

### Аутори и уредници
Наставници и сарадници Факултета су аутори и уредници уџбеника, приручника, стручних монографија и зборника које Факултет издаје за потребе наставно-образовног процеса у области медицине, стоматологије, фармације, и природних наука.

### Издања и промоција
Сваке године, Медицински факултет Универзитета у Нишу, у организацији Министарства просвете, науке и технолошког развоја Републике Србије, односно Центра за промоцију науке презентује најзначајнија издања монографских и серијских публикација на Београдском сајму књига.
Сва издања Факултета се објављују у штампаном и/или електронском облику (CD). 
- Уџбеници, монографије, зборницу радова, практикуми, приручници и информатори.
- Компакт дискови, аудио и видео публикације.
- Научни часописи са рецензијом из области медицине и стоматологије.
- Стручно-научни часописи студената.

#### Часописи
Факултет издаје следеће научне часописе, који су категорисани као водећи часопис од националног значаја и часопис националног значаја;
- Acta Medica Medianae,[6]
- Acta stomatologica Naissi,[7]
- Acta Facultatis Medicae Naissensis,[8]
- Студентски медицински гласник,[9]
- Medica магазин,[10]

## Познати професори и бивши студенти Медицинског факултета
Професори
- др Никола Ђукнић, познати хирург, први декан факултета у периоду од 1960. до 1964.
- др Младен Симић, први продекан факултета[11]
- др Ева Леви-Јововић, први продекан факултета[11]
- др Боривоје Ћосић
- др Звонимир Вукушић
- др Раде Тијанић
- др Синиша Васић
- др Србољуб Ђорђевић
- др Милић Алексић
- др Естера Мрчарица
- др Војислав Жорић
- др Миодраг Јанковић
- др Живојин Тричковић
- др Велимир Савић
- др Спира Страхињић, предавач на Медицинском факултету у периоду од 1960.

Студенти
- др Миодраг Лазић, познати Нишки хирург, радио као добровољац у Републици Српској током рата[12]